# Toxops montanus
Toxops montanus là một loài nhện trong họ Toxopidae. Chúng được miêu tả năm 1940 bởi Hickman, và chỉ được tìm thấy ở Australia.
Ban đầu chi này được xếp vào họ Toxopidae, sau được chuyển về họ Toxopidae năm 2017.